# Amadis (Lully)
Pour les articles homonymes, voir Amadis.
Amadis, LWV 63, est une tragédie lyrique composée par Jean-Baptiste Lully sur un livret de Philippe Quinault, créée le 18 janvier 1684 à Paris.

## Historique

### Genèse
L'œuvre est originale en ce qu'elle s'inspire du roman de chevalerie Amadis de Gaule, de Garci Rodríguez de Montalvo, au lieu des références mythologiques. Selon la note du livret par le compositeur, ce fut Louis XIV qui décida lui-même du sujet, qui lui aurait inspiré « une nouvelle ardeur ». En cela, il prétend que le personnage d'Amadis ferait écho à la grandeur du roi, et que ses actions pourtant les plus exceptionnelles, « ne sont que les plus ordinaires de votre Histoire».

### Création
Malgré la mort de la reine en juillet 1683, qui empêcha la création originelle, une première représentation eut lieu avec succès à Paris le 18 janvier 1684 à l'Académie royale de musique. Lors de la création, les costumes furent créés par Jean Bérain. Une seconde fut donnée dans la Grande Écurie de Versailles, mais sans les décors ni les machines permettant des « effets spéciaux ».

### Postérité
Amadis plut au public dès sa création et bénéficia d'une faveur incontestable, même bien après encore, en témoigne le nombre important de représentations qui s’ensuivirent. L'ouvrage fut rejoué à l'Académie Royale en avril 1687, à Amsterdam en 1687, à Bruxelles en 1695 puis de nouveau à l'Académie en 1701 et 1707 notamment. Il sera représenté tout au long du XVIIIe siècle, surtout en France.
Cela s'observe également par les adaptations et reformulations que l'ouvrage suscita, avec notamment la fabrication d'une suite, en 1699, Amadis de Grèce, de Destouches et un remaniement en 1779 par Jean-Chrétien Bach. Les airs de l'ouvrage eurent également une renommée dans les milieux populaires, grâce aux différentes « parodies » qui en assurèrent la diffusion.

### Période actuelle
L'œuvre est représentée en janvier 2010 au Théâtre d'Avignon et en février à l'Opéra de Massy, dirigée par Olivier Schneebeli. Le personnage principal est assuré par le ténor Cyril Auvity. Amadis a été joué en juillet 2013 à l'Opéra Royal de Versailles et à Beaune, dans la Cour des Hospices, en version concert.

## Résumé
Amadis, abandonné par ses parents enfant, sera recueilli par Gandales. Il est nommé chevalier à la cour du roi Langrines grâce à l'amour de la princesse Oriane, fille du roi de Bretagne. Il retrouve ses parents qui l'ont reconnu, et démultiplie les exploits chevaleresques qui le rendent célèbre à la cour. Au cours de son voyage, il est confronté à de multiples péripéties et périls qu'il doit surmonter. Il reçoit cependant une lettre d'Oriane, qui l'accuse de tromperie et ne veut plus le revoir. Désespéré, il se retire du monde, mais doit de nouveau se battre pour délivrer Oriane des griffes de l'empereur d'Occident, qui la retient prisonnière. Le couple finit par s'unir pour toujours.

## Rôles

Costume pour le personnage Amadis, dessiné par Jean Bérain, à Paris en 1684.

| Rôle                                       | Voix | Créateur |
| ------------------------------------------ | ---- | -------- |
| Amadis                                     |      |          |
| Oriane, fille de Lisuarte, amante d'Amadis |      |          |
| Corisande                                  |      |          |
| Florestan                                  |      |          |
| Arcabonne                                  |      |          |
| Arcalaüs                                   |      |          |
| Alquin                                     |      |          |
| Urgande                                    |      |          |
| Lisuarte, roi de Bretagne                  |      |          |

## Discographie
- Amadis, Hugo Reyne (dir.) et la Symphonie du Marais, Accord, 3 CD, 2006[1].
- Amadis, Les Talens Lyriques sous la direction de Christophe Rousset, Chœur de chambre de Namur, Aparté, 3 CD, 2013[1]